# Аюшиев, Болот Ванданович
Болот Ванданович Аюшиев (род. 19 июня 1949) — российский государственный деятель, глава администрации Агинского Бурятского автономного округа (1996—1997).

## Биография
Родился 19 июня 1949 года в селе Урда-Ага Агинского Бурятского автономного округа.
Окончил Куйбышевский плановый институт в 1972 г. и Академию общественных наук при ЦК КПСС в 1990 г.
Работал старшим экономистом и председателем плановой комиссии Агинского Бурятского окружного исполкома, заведующим финансовым отделом Дульдургинского и Агинского райисполкомов.
1982—1985 — заместитель председателя Агинского райисполкома;
1985—1988 — председатель Могойтуйского райисполкома;
с 1988 — заведующий финансовым отделом Агинского Бурятского окрисполкома.
1990—1993 — народный депутат Российской Федерации, член Совета Национальностей Верховного Совета РФ, член Комиссии Совета Национальностей по бюджету, планам, налогам и ценам, член Конституционной комиссии, входил во фракцию «Суверенитет и равенство».
В апреле 1990 г. был избран председателем Агинского Бурятского окружного Совета народных депутатов; в 1993 году был избран депутатом Совета Федерации Федерального Собрания РФ первого созыва, являлся членом Комитета по бюджету, налоговой политике, финансовому, валютному и таможенному регулированию, банковской деятельности.
В январе 1996 г. назначен главой администрации Агинского Бурятского автономного округа, по должности входил в Совет Федерации. В октябре 1996 года баллотировался на выборах главы администрации округа, однако выборы не состоялись, так как ни один кандидат не набрал 50 % голосов. В феврале 1997 года снят с должности за две недели до повторных выборов главы администрации округа.
Выступал за предоставление всем автономным образованиям экономической самостоятельности и возможности открыть свои представительства при Правительстве РФ. Экономическое развитие связывал с решением социальных проблем, обеспечением гарантий защищенности ветеранов, пенсионеров, многодетных семей. Уделял значительное внимание проблемам агропромышленного комплекса. Считал необходимым списание долгов с хозяйств, оказания им поддержки для внедрения передовых технологий производства, переработки и хранения продукции.
С 1997 года — заместитель главы администрации Читинской области — председатель Комитета по финансам.

## Семья
Женат, имеет двоих дочерей.

## Награды
- Благодарность Президента Российской Федерации (12 августа 1996 года) — за активное участие в организации и проведении выборной кампании Президента Российской Федерации в 1996 году[1].
- Награждён медалями.